# Сьюдад-Реаль
Сьюда́д-Реа́ль (исп. Ciudad Real [θjuˈðað reˈal] — «королевский город») — город в Испании, центр одноимённой провинции. Расположен в автономном сообществе Кастилия-Ла-Манча, муниципалитет находится в составе района (комарки) Кампо-де-Калатрава.
Согласно переписи 2001 года, в Сьюдаде-Реале проживает 63 тысяч человек. Город расположен примерно в 200 км к югу от Мадрида и на высоте 628 м над уровнем моря. Площадь города составляет 285 км², и он состоит из четырёх крупных районов: Ciudad Real, Las Casas, Valverde и La Poblachuela.
Рядом с городом расположен холм Аларкос, имеющий для археологов большое значение из-за его средневековой крепости, а также из-за разыгравшейся у него некогда битвы при Аларкосе, в которой кастильцы были наголову разбиты маврской династией альмохадов в 1195 году.

## Известные уроженцы и жители
- Кристобаль де Мена (1492—?) — испанский конкистадор, составил первый изданный в Европе доклад о завоевании Империи инков, составленный непосредственным очевидцем и участником событий.
- Антонио Сьюдад-Реаль (1551—1617) — испанский католический миссионер и филолог.
- Джорди Эль Ниньо Пола (1994) — испанский порноактер.